# Helge Dohrmann
Helge Dohrmann (22. februar 1939 i Anderup i Stepping Sogn – 19. september 1989) var en dansk politiker for Fremskridtspartiet.
Medlem af Folketinget ved Folketingsvalget den 4. december 1973 til 19. september 1989.
Formand for Fremskridtspartiet 1984-1986. Han var med til at indgå Rio Bravo-forliget med den siddende statsminister Poul Schlüter i 1983, men partiet trak sig efterfølgende fra forliget.